# فرودگاه ووکتیل
فرودگاه ووکتیل (به روسی: Аэропорт Вуктыл) فرودگاهی عمومی واقع در ووکتیل در کشور روسیه است که توسط Vuktyl branch of Komiaviatrans اداره می‌شود.

## شرکت‌های هواپیمایی و مقصدهای پروازی
| شرکت‌های هواپیمایی | مقصدهای پروازی |
| ----------------- | -------------- |
| کومی‌اویاترنس      | سیکتیوکار      |